# Klebinho
Kléber Augusto Caetano Leite Filho (sinh ngày 2 tháng 8 năm 1998), thường được gọi là Klebinho,  là một cầu thủ bóng đá người Brasil hiện thi đấu ở vị trí hậu vệ phải cho Guayaquil City tại Ecuadorian Serie A.

## Danh hiệu
Flamengo
- Campeonato Carioca: 2019